# IC 2295
IC 2295 је појединачна звијезда у сазвјежђу Рак која се налази на листи објеката дубоког неба у Индекс каталогу.
Деклинација објекта је + 18° 24' 41" а ректасцензија 8h 19m 25,9s.